# 法律女王
是一部於2018年上映的美國傳記劇情電影。影片以美國最高法院大法官鲁思·巴德·金斯伯格（Ruth Bader Ginsburg）為原型，由米密·莱德執導，丹尼爾·史坦普曼編劇，菲丽希缇·琼斯、艾米·汉莫、賈斯汀·塞洛克斯、傑克·雷諾、卡莉·史派妮、山姆·華特斯頓和凱西·貝茲主演。
影片由焦点影业發行，於2018年12月25日在美國公映。

## 梗概
影片講述的是年輕律師魯斯·巴德·金斯伯格與丈夫馬蒂一同在上訴法庭解決開創性的案件，為性別平權而鬥爭的故事。

## 演員
| 演員                                   | 角色                                         | 備註 |
| 菲丽希缇·琼斯 Felicity Jones           | 魯斯·巴德·金斯伯格 Ruth Bader Ginsburg       |      |
| 艾米·汉莫 Armie Hammer                 | 馬蒂·D·金斯伯格 Martin D. Ginsburg           |      |
| 賈斯汀·塞洛克斯 Justin Theroux         | 梅爾·伍爾夫 Mel Wulf                         |      |
| 凱西·貝茲 Kathy Bates                  | 多蘿西·凱尼恩 Dorothy Kenyon                 |      |
| 山姆·華特斯頓 Sam Waterston            | 歐文格里斯沃爾德 Erwin Griswold              |      |
| 卡莉·史派妮 Cailee Spaeny              | 簡·金斯伯格 Jane Ginsburg                    |      |
| 卡勒姆·沙尼克爾 Callum Shoniker        | 詹姆斯·史蒂文·金斯伯格 James Steven Ginsburg |      |
| 傑克·雷諾 Jack Reynor                  |                                              |      |
| 斯蒂芬·魯特 Stephen Root               |                                              |      |
| 魯斯·巴德·金斯伯格 Ruth Bader Ginsburg |                                              |      |

## 製作
2017年7月18日，報道稱菲丽希缇·琼斯將出演傳記電影《法律女王》的女主角女法官魯斯·巴德·金斯伯格，米密·莱德執導該影片。此前曾傳聞娜塔莉·波特曼有意該角色。9月7日，艾米·汉莫被選為男主角，飾演魯斯的丈夫馬蒂·D·金斯伯格。羅伯特·W·科爾特擔當影片監製，焦点影业公佈影片將在2017年下半年在蒙特利爾開始拍攝製作，定於2018年上映。10月，賈斯汀·塞洛克斯、凱西·貝茲、傑克·雷諾、斯蒂芬·魯特和卡莉·史派妮確認出演。2018年4月，消息稱影片原型魯斯·巴德·金斯伯格將出演一個小角色。

## 宣傳與發行
焦点影业原定於2018年11月9日公映本影片，後推遲到2018年12月25日。
第一支電影預告片於2018年7月16日公開。預告片中的一個場景惹起爭議，金斯伯格告訴一個法官說美國憲法中沒有「自由」一詞，質疑者發現該詞語出現在憲法第一修正案中。編劇丹尼爾·史坦普曼在回應爭議時表示，這段對話的目的在於表明憲法應與這個國家一樣，需要不斷完善。

## 评价

### 影评反响
截至2022年9月20日，在评论汇总网站爛番茄上，该片基于268篇评论拥有72%的好评率,加權平均评分则为6.6/10.该站上的批评共识写道："《性别为本》的开创性远不及它的真实主人公，但后者不平凡的一生本身就足以证明这是一部激励人心、表演出色的传记片。"

## 資料來源
1. ↑  Jr, Mike Fleming. . Deadline. 2017-07-18  [2017-07-18]. （原始内容存档于2017-07-21） （美国英语）.
2. ↑  . ScreenCrush.   [2017-08-16]. （原始内容存档于2021-04-11） （美国英语）.
3. 1 2  Kit, Borys. . The Hollywood Reporter. 2017-09-07  [2017-09-07]. （原始内容存档于2021-04-10） （美国英语）.
4. ↑  . Pearlanddean.com.   [2017-09-16]. （原始内容存档于2017-11-07） （美国英语）.
5. ↑  .   [2017-10-02]. （原始内容存档于2017-10-08） （美国英语）.
6. ↑  Malkin, Marc. . The Hollywood Reporter. 2018-04-17  [2018-04-17]. （原始内容存档于2019-04-01） （美国英语）.
7. ↑  . BoxOfficeMojo.   [2018-07-02]. （原始内容存档于2019-07-09） （美国英语）.
8. ↑  D'Alessandro, Anthony. . Deadline Hollywood. 2018-07-02  [2018-07-02]. （原始内容存档于2019-03-31） （美国英语）.
9. ↑  Fretts, Bruce. . The New York Times. 2018-07-16  [2018-07-16]. （原始内容存档于2021-04-10） （美国英语）.
10. ↑  Stern, Mark Joseph. . Slate.   [2018-08-16]. （原始内容存档于2021-04-10）.
11. ↑  . Rotten Tomatoes.   [2018-11-29]. （原始内容存档于2021-04-10）.

## 外部連結
- 爛番茄上《法律女王》的資料（英文）
- 互联网电影数据库（IMDb）上《法律女王》的资料（英文）
- Metacritic上《法律女王》的資料（英文）